# Thomas Laubach (Ökonom)
Heinrich Thomas Laubach (* 24. April 1965; † 2. September 2020 in Kensington, Maryland) war ein deutscher Ökonom und Forschungsprofessor der Deutschen Bundesbank. Er war Professor für Makroökonomik an der Goethe-Universität Frankfurt und Direktor der geldpolitischen Abteilung der US-Notenbank Federal Reserve System (Fed).

## Ausbildung
Nach seinem Diplom in Volkswirtschaft an der Universität Bonn wechselte Laubach 1993 an die Princeton University nach New Jersey, wo er 1995 den Titel des MA und 1997 den des Doktors (Ph.D.) erwarb.

## US Federal Reserve System / Goethe-Universität Frankfurt
Von 2000 bis 2005 war Laubach Ökonom der Federal Reserve Bank of Kansas City in Kansas City (Missouri). Von 2005 bis 2008 wurde er Chefberater des Vorstands der Fed of Kansas, welcher gleichzeitig Mitglied im Federal Boards of Governors (Bundesvorstand der FED) ist. Im April 2008 wurde ihm in Deutschland ein Lehrstuhl angeboten. Bis Februar 2012 war er Professor für Makroökonomik und Dekan der Wirtschaftswissenschaften der Goethe-Universität Frankfurt.
Anschließend kehrte er zurück zur Fed. An der Bundeszentrale in Washington, D.C. war er bis 2015 Associate Director (stellv. Kabinettschef, u. a. von Notenbankpräsident Ben Bernanke) im Federal Board of Governors sowie Associate Director des Federal Open Market Committees (dt.: Offenmarktausschuss), dem wichtigsten Gremium des Fed, das die Geld- und Währungspolitik der Vereinigten Staaten betreibt. 
Ab 2015 war Laubach Director of Board of Governors of the Federal Reserve System (Chefberater/Kabinettschef von Notenbankpräsidentin Janet Yellen). Er trug in dieser Position u. a. Verantwortung für die Vorbereitung und Durchführung der geplanten amerikanischen Zinswende und den geordneten Übergang von einer sehr expansiven hin zu einer normalisierten Geldpolitik.

## Forschungsschwerpunkte
Ab August 2008 war Laubach Forschungsprofessor (Research Professor) der Deutschen Bundesbank sowie ab August 2009 Research Visitor der EZB jeweils in Frankfurt a. M.
Laubachs Forschungsschwerpunkte waren die Geldpolitik, insbesondere unter unvollständiger Information, sowie die Rolle von Geld- und Fiskalpolitik in modernen Industriestaaten. Zu den Themenfeldern im Vordergrund gehörten unter anderem die Kommunikationsstrategie des US-Offenmarktausschusses sowie Fragen der Verbindung zwischen Zinspolitik und Finanzstabilität in den USA.

## Werke
- Disciplined Discretion. Monetary targeting in Germany and Switzerland (1997), Princeton, NJ: Internat Finance Sect., Dep. of Economics, Princeton University Press.
- Optimal-Control Monetary Policy in the FRBUS Model (2014), mit Brayton Flint/David Reifschneider.
- The FRB/US Model: A Tool for Macroeconomic Policy Analysis (2014), mit Brayton Flint/David Reifschneider.
- Trend growth expectations and U.S. house prices before and after the crisis (2012), mit Mathias Hoffmann, Frankfurt a. M., Deutsche Bundesbank Press and Public Relations Div. (Hrsg.).
- Long-run growth expectations and „global imbalances“ (2011), mit Mathias Hoffmann, Frankfurt a. M., Frankfurt University Press (Hrsg.).
- Fiscal Policy and Interest Rates: The Role of Sovereign Default Risk. National Bureau of Economic Research (2011).
- Inflation targeting – lessons from the international experience (1999), mit  Ben S. Bernanke, Adam Posen, Frederic Mishkin, New Jersey: Princeton University Press.

Quellen: